# Väinölänniemi
Väinölänniemi est un quartier du centre-ville de Kuopio en Finlande,.

## Description
Le quartier de Väinölänniemi est limité à l'ouest par la rue Vuorikatu et au nord par la Minna Canth.
Ses quartiers voisins sont à l'ouest Kuopionlahti, au nord Vahtivuori au sud-est Rönö qui lui est relié par un pont.
Le quartier de Väinölänniemi comprend entre autres le parc Väinölänniemi, le parc Piispanpuisto, le parc de Brahe, le musée J. V. Snellman, le lycée de Kallavesi, Kanttila, le quartier musée de Kuopio, le bâtiment du Gouvernement de Kuopio, l'académie de design de Kuopio, le parc Piispanpuisto, la cathédrale Saint-Nicolas, et le centre photographique VB.
On y trouve aussi le restaurant Musta Lammas et l' hôtel Scandic de Kuopio.
Autrefois, le quartier abritait l'usine de liqueur Lignell & Piispanen (fi) et le moulin de Gustaf Ranin.

## Lieux et monuments

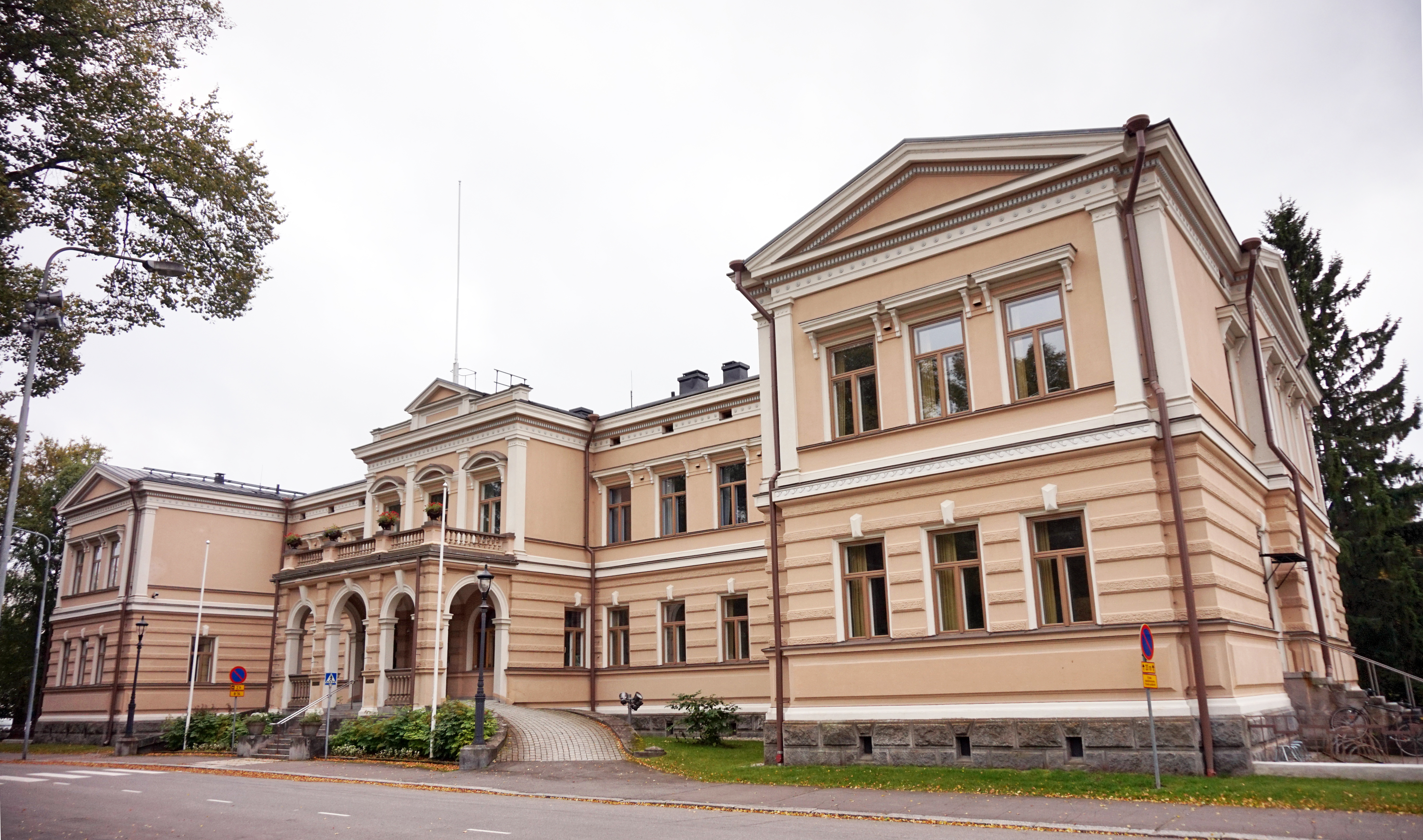
Bâtiment du Gouvernement de Kuopio, Konstantin Kiseleff
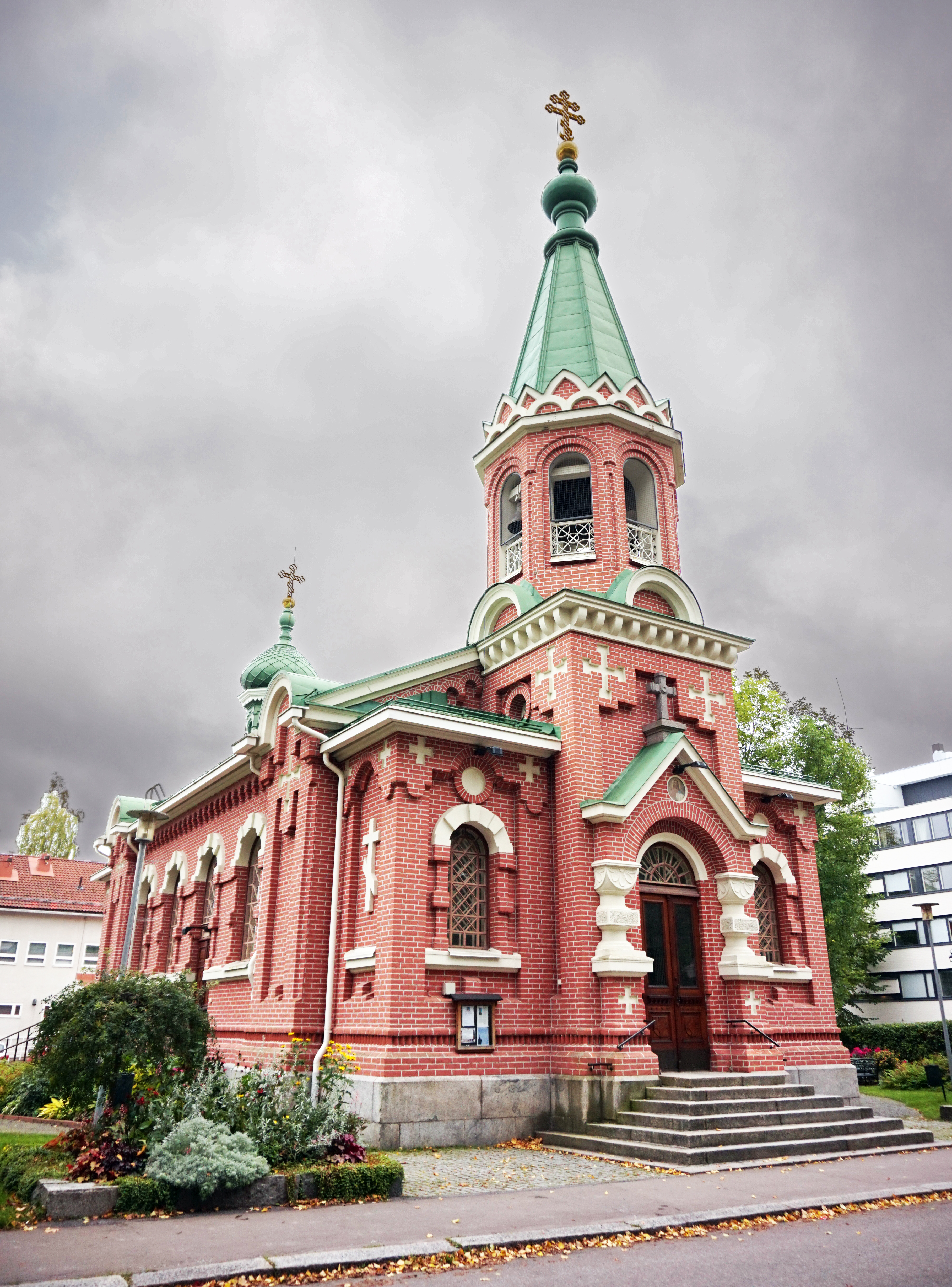
Cathédrale Saint-Nicolas de Kuopio
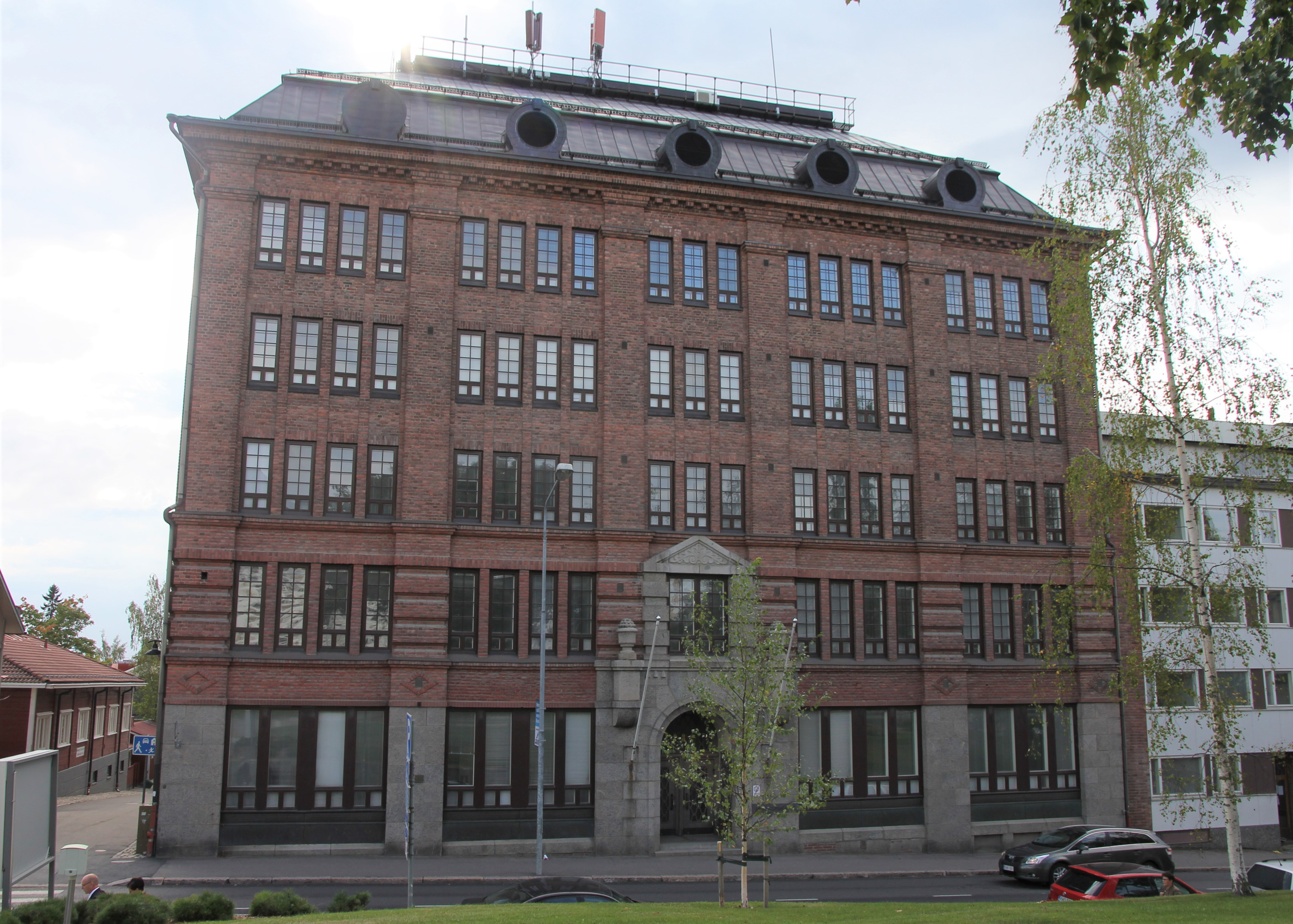
Centre social de Kuopio, Oiva Kallio.